# Lulu Prior

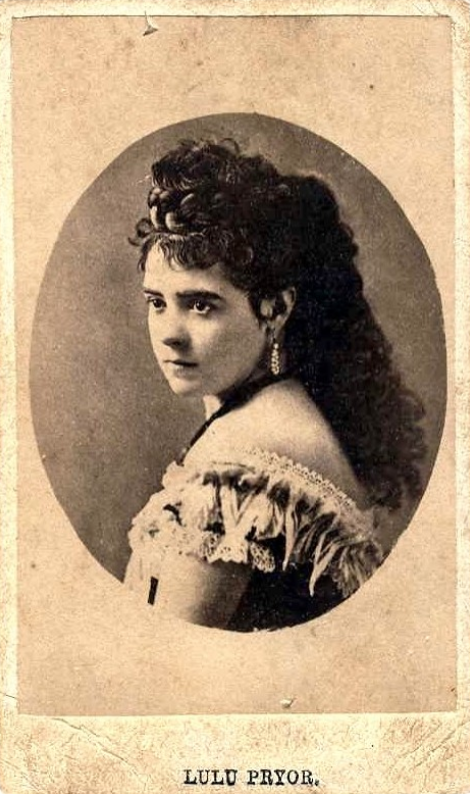
Porträtt av Lulu Prior.

"Lulu Prior", född Ann Louise Prior 27 oktober 1854 i Bushwick, Long Island, New York, död 21 mars 1906 i New York, var en skådespelare som började inom teatern redan som barn genom sin roll som Eva i Onkel Toms stuga. Hon var främst verksam vid Olympic Theatre från 1870, men i en period även vid Alice Oates company och på Union Square Theatre, New York. Hennes artistförnamn stavades ibland även Lula och efternamnet Pryor.  
Lulu Prior var dotter till skådespelaren J.J. Prior. Den 29 mars 1874 gifte hon sig med journalisten och manusförfattaren Edward Forrest De Nyse (död 1896).